# ケン・ローチ
ケン・ローチ （Ken Loach、本名：ケネス・チャールズ・ローチ／Kenneth Charles Loach、1936年6月17日 - ） は、イギリスの映画監督・脚本家。政治活動に熱心で、労働者階級や移民、貧困などの社会問題に焦点を当てた作品を製作している。

## 経歴
1936年6月17日、イングランド・ウォリックシャー州ヌニートンで生まれた。イギリス空軍に2年間従軍した後、オックスフォード大学のセント・ピーターズ・カレッジで法律を学んだ。在学中はコメディ・グループのオックスフォード・レヴュー (The Oxford Revue) に俳優として参加していた。卒業後の1962年、BBCに入社し、テレビシリーズの演出を務めた。
1967年、長編『夜空に星のあるように』で監督としてデビューした。2作目の『ケス』（1969年）は英国アカデミー賞作品賞と監督賞にノミネートされた。しかし、社会問題への市民の関心の低さや政治的な検閲が原因となり、1970年代から1980年代にかけて長い不遇時代を過ごした。
1990年代に入り、労働者階級や移民を描いた作品を立て続けに発表。そのうち『ブラック・アジェンダ/隠された真相』（1990年）と『レイニング・ストーンズ』（1993年）がカンヌ国際映画祭審査員賞、『リフ・ラフ』（1991年）と『大地と自由』（1995年）がヨーロッパ映画賞作品賞を受賞し、国際的に評価されるようになった。1994年には第51回ヴェネツィア国際映画祭で栄誉金獅子賞を受賞した。
2003年、高松宮殿下記念世界文化賞の映像・演劇部門に選出された。ローチは、この賞のスポンサーが右派メディアであるフジサンケイグループであり、主宰者であった日本美術協会会長の瀬島龍三は当時の首相中曽根康弘のブレーンであることも知っていたが、敢えてこの賞を受けた。ローチはこの賞金の一部を日本のどこか適当な労働運動に寄付したいと考え、国鉄分割民営化に反対したためにJRから締め出された闘争団を勧められて、ここに寄付した。ローチはイギリス国鉄の民営化で、労働条件の切り下げやリストラに揺れる労働者を描いた『ナビゲーター ある鉄道員の物語』（2001年）を発表しており、かねてから民営化反対論者であった。ローチは「中曽根などからの賞金を受け取って、その金を中曽根が進めた国鉄分割・民営化に反対して闘っている人にカンパするのはなかなかいい」と発言した。
2006年、『麦の穂をゆらす風』が第59回カンヌ国際映画祭に出品され、69歳、13回目の出品で初のパルム・ドールを受賞した。2014年には第64回ベルリン国際映画祭で金熊名誉賞を受賞した。2016年、第69回カンヌ国際映画祭で障害者差別を背景に雇用支援金（英国の障害年金に相当）の現状を描いた『わたしは、ダニエル・ブレイク』で2度目のパルムドール受賞を果たした。
政治的には労働党左派で、長らく党員だった。トニー・ブレア党首の中道路線（「第三の道」）に反発して離党したが、急進左派のジェレミー・コービンが党首になると復党した。しかしコービンが失脚すると、2021年8月14日、キア・スターマー執行部は反ユダヤ主義を理由に除名した者達と縁を切らなかったことを理由にローチを除名し、同時に党内の極左4派閥も禁止した。ローチは「粛清の犠牲になった良き友人や同志たちと共にあることを誇りに思う。確かに魔女狩りが行われている……」と表明した。

## 作風
左翼を任じ、一貫して労働者階級や第三世界からの移民たちの日常生活をリアリズムに沿って描いている。作品のスタイルとしては、俳優の自然な演技を引き出し、リアルな状況を作り出すことを重視している。そのため、シーンは最初から順番に撮影し、時には即興演技に委ねたり、脚本製作時に結末を意図的に執筆しないこともある。有名俳優よりも無名の俳優を好む傾向にある。

## 主な監督作品
- キャシー・カム・ホーム Cathy Come Home（1966年）テレビ映画
- 夜空に星のあるように Poor Cow（1967年）
- ケス Kes（1969年）
- 家庭生活 Family Life（1971年）
- A Misfortune（1973年）テレビ映画
- 石炭の値打ち 第一部：炭鉱の人々 The Price of Coal: Part 1 - Meet the People（1977年）テレビ映画[4]
- 石炭の値打ち 第二部：現実との直面 The Price of Coal: Part 2 - Back to Reality（1977年）テレビ映画
- ブラック・ジャック Black Jack（1979年）
- 狩場の管理人 The Gamekeeper（1980年）
- まなざしと微笑み Looks and Smiles（1981年）
- ファザーランド Fatherland（1986年）
- ブラック・アジェンダ/隠された真相 Hidden Agenda（1990年）
- リフ・ラフ Riff-Raff（1991年）
- レイニング・ストーンズ Raining Stones（1993年）
- レディバード・レディバード Ladybird Ladybird（1994年）
- 大地と自由 Land and Freedom（1995年）
- カルラの歌 Carla's Song（1996年）
- マイ・ネーム・イズ・ジョー My Name Is Joe（1998年）
- ブレッド&ローズ Bread and Roses（2000年）
- ナビゲーター ある鉄道員の物語 The Navigators（2001年）
- SWEET SIXTEEN Sweet Sixteen（2002年）
- 11'09''01/セプテンバー11 11'09'01 - September 11（2002年）オムニバス
- やさしくキスをして Ae Fond Kiss...（2004年）
- 明日へのチケット Tickets（2005年）オムニバス
- 麦の穂をゆらす風 The Wind That Shakes the Barley（2006年）
- ハッピー・エンド Happy Ending（2007年）オムニバス『それぞれのシネマ』の一篇
- この自由な世界で It's a Free World...（2007年）
- エリックを探して Looking for Eric（2009年）
- ルート・アイリッシュ Route Irish（2010年）
- 天使の分け前 The Angels' Share（2012年）
- ジミー、野を駆ける伝説 Jimmy's Hall（2014年）
- わたしは、ダニエル・ブレイク I, Daniel Blake（2016年）[1]
- 家族を想うとき Sorry We Missed You（2019年）

## 影響を与えた人物

### 是枝裕和
「師匠」と仰ぎ「最も尊敬している」「本当にユーモアがある」と2019年9月17日放送NHK『クローズアップ現代』の対談で語った。『 わたしは、ダニエル・ブレイク』について「脇の人間たちの描写が見事だと思って。何度見てもやっぱり泣いてしまうのが、フードバンクで缶詰を食べてしまうシーンなんですけども。」と高く評価した。

## 著書
- 『ケン・ローチ 映画作家が自身を語る』グレアム・フラー編、村山匡一郎・越後谷文博訳（フィルムアート社、2000年10月）
- 『家族と社会が壊れるとき』是枝裕和と共著（NHK出版新書、2020年12月）